# Эндосимбионт

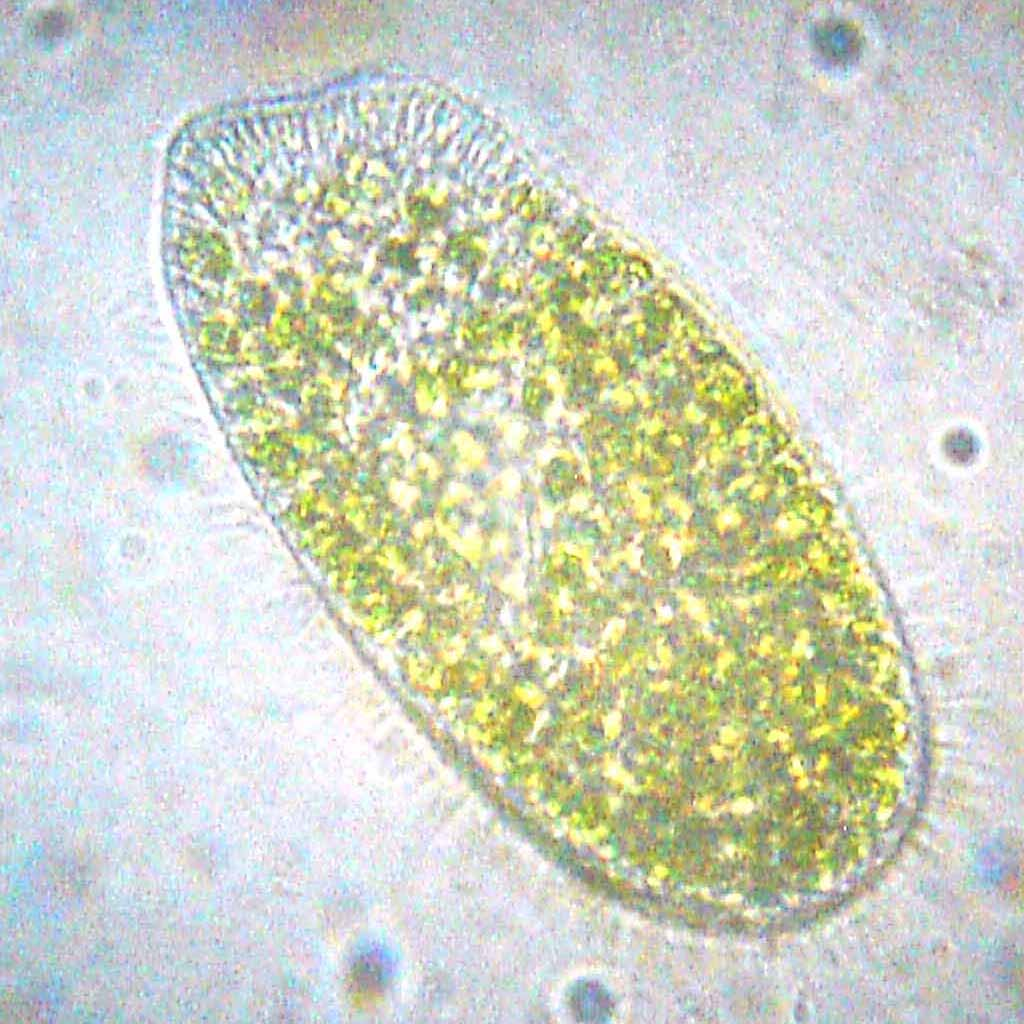
Инфузория Paramecium bursaria с симбиотическими хлореллами

Эндосимбионт (от греч. ἔνδον — «внутренний» и συμβίωσις — «совместная жизнь» от συμ- — совместно + βίος — жизнь) — микроорганизм, живущий внутри другого организма (хозяина) и приносящий ему пользу. Хотя термин «симбиоз» в англоязычной литературе используется в широком смысле — для обозначения мутуализма, комменсализма и паразитизма — эндосимбионтами обычно называют лишь организмы, которые находятся с хозяевами во взаимовыгодных (мутуалистических) взаимоотношениях.
Эндосимбиоз широко распространён в биосфере и играет важную роль в функционировании большинства экосистем. Для большинства (возможно, практически для всех) клеточных организмов наличие эндосимбионтов обязательно для выживания или сильно повышает их приспособленность.

## Бактериальные эндосимбионты
Обилие бактериальных эндосимбионтов характерно для губок. У некоторых губок цианобактерии составляют до трети живой массы, и хозяева получают от них до 80 % всей энергии 
Цианобактерии рода прохлорон (Prochloron) — эндосимбионты асцидий семейства Didemnidae, живущие в клоакальной полости хозяев. Эти бактерии по строению и набору хлорофиллов наиболее близки к предкам хлоропластов.
Эндосимбиоз встречается у насекомых. В их пищеварительном тракте или в мицетоцитах и мицетомах могут жить различные микроорганизмы: бактерии, низшие грибы, простейшие, которые позволяют хозяевам использовать клетчатку, продуцировать витамины и т. д. Эти микроорганизмы, то есть эндосимбиоты, передаются из поколения в поколение самками или проникают в их яйцеклетку; у тараканов и термитов эндосимбиоты встречаются в толстом теле. Эндосимбиоз известен у перепончатокрылых, двукрылых, жуков, вшей, грызунов, крылатых и гетероптеровых жуков.
Другими примерами эндосимбиоза являются физиологическая флора человека и других животных.

## Эукариотические водоросли как эндосимбионты
Разные группы эукариотических водорослей могут быть эндосимбионтами гетеротрофных протистов и животных. Так, в клетках инфузории-туфельки Paramecium bursaria в особых вакуолях, похожих на пищеварительные, живут симбиотические одноклеточные водоросли рода Chlorella — так называемые зоохлореллы. Другие штаммы зоохлорелл населяют клетки энтодермы зеленой гидры Chlorohydra viridissima и ткани пресноводных губок-бадяг.
Распространенные эндосимбионты морских беспозвоночных — панцирные жгутиконосцы (динофлагелляты) рода Symbiodinium. Эти симбионты, которых называют зооксантеллы, придают тканям или клеткам хозяев зеленовато-желтую окраску. Они населяют клетки энтодермы герматипных кораллов, клетки конволют (Convoluta, по новой номенклатуре Symsagittifera roscoffensis, Acoelomorpha), встречаются также у сцифоидных медуз, двустворчатых и голожаберных моллюсков, инфузорий, радиолярий и фораминифер.